# Ratpenat blanquinós
El ratpenat blanquinós (Myotis albescens) és una espècie de ratpenat de la família dels vespertiliònids. Viu a l'Argentina, Bolívia, el Brasil, Colòmbia, l'Equador, Guatemala, Guyana, Hondures, Mèxic, Nicaragua, Panamà, el Paraguai, el Perú, Surinam, l'Uruguai, Veneçuela. Els seus hàbitats naturals són els boscos, les zones urbanes i els parcs. És una espècie en risc mínim, és a dir, no sembla que hi hagi cap amenaça significativa per a la seva supervivència.